# Parti libéral du Québec
Die Parti libéral du Québec (PLQ, engl. Quebec Liberal Party) ist eine liberale politische Partei in der kanadischen Provinz Québec. Seit der Nachwahl am 13. März 2023 ist sie mit 19 von 125 Sitzen in der Nationalversammlung von Québec vertreten.
Zwar ist die PLQ ideologisch ähnlich ausgerichtet wie die Liberale Partei Kanadas auf Bundesebene, doch sind die beiden Parteien seit 1955 organisatorisch vollständig unabhängig. Seit jeher tritt sie für den Verbleib Québecs in der Kanadischen Konföderation ein und lehnt die Unabhängigkeit der Provinz ab. Sie unterstützte einst auch eine starke Rolle des Staates in der Wirtschaft, doch ist ihre Wirtschaftspolitik in den letzten Jahren aufgrund der Staatsverschuldung mehr in Richtung freie Marktwirtschaft gerückt. Bei der nicht-frankophonen Minderheit der Provinz und im Großraum Montréal findet die PLQ mit Abstand die größte Zustimmung. Die PLQ ist die einzige Partei Québecs, die seit der Gründung der Provinz im Jahr 1867 ununterbrochen existiert.

## Geschichte
Die Parti libéral entstand im Jahr 1867 aus zwei Vorgängerparteien heraus: Zum einen die Parti canadien (auch Parti patriote genannt), die 1837 die Niederkanada-Rebellion unterstützt hatte, andererseits die Parti rouge, die für die Selbstverwaltung eintrat und die Macht der katholischen Kirche in Niederkanada beschränken wollte. Während der ersten zwanzig Jahre standen die Liberalen in Opposition zur regierenden Parti conservateur du Québec, mit Ausnahme einer 18-monatigen Periode 1878/79. Die Situation änderte sich jedoch 1885, als die konservative Bundesregierung Louis Riel, den Anführer der französischsprachigen Métis, wegen Hochverrats hinrichten ließ. Diese Maßnahme stieß in Québec überwiegend auf Ablehnung und vergrößerte den Gegensatz zu den Anglokanadiern. Die Liberalen unter Honoré Mercier profitierten von der allgemeinen Unzufriedenheit und stellten ab 1887 die Regierung. Vier Jahre später musste Mercier wegen eines Skandals zurücktreten, wurde später jedoch von allen Anklagepunkten freigesprochen.
1897 lösten die Liberalen die Konservativen erneut als stärkste Partei ab und stellten die nächsten 39 Jahre ununterbrochen die Regierung. Lomer Gouin und Louis-Alexandre Taschereau hatten beide eine Regierungszeit von mehr als 15 Jahren. 1935 schlossen sich die Konservativen unter Maurice Duplessis und dissidente Liberale zur Union nationale zusammen, die 1936 die Wahlen gewann. Die Action libérale nationale, die sich 1934 von der PLQ abgespalten hatte, schloss sich ebenfalls der Union nationale an. Zwar stellten die Liberalen ab 1939 wieder die Regierung, waren aber von 1944 bis 1960 erneut in der Opposition. Jean Lesage führte die Partei 1960 zum Wahlsieg. Dies war der Beginn der Stillen Revolution (révolution tranquille), welche die Gesellschaft Québecs von Grund auf veränderte und die Macht der katholischen Kirche brach. Es bildete sich ein nationalistischer Flügel um René Lévesque, der sich von der PLQ abspaltete; daraus entwickelte sich die Parti Québécois.
Robert Bourassa war ab 1970 Premierminister, verlor aber die Wahlen 1976 gegen Lévesques Parti Québecois. Die Liberalen bekämpften erfolgreich das Québec-Referendum 1980, das die Aufnahme von Unabhängigkeitsverhandlungen mit der Bundesregierung forderte. Ab 1985 war Bourassa erneut Premierminister. Er überzeugte die konservative Bundesregierung von Brian Mulroney, Québec in der kanadischen Verfassung als „sich unterscheidende Gesellschaft“ anzuerkennen und den Provinzen mehr Autonomie zu gewähren. Doch weder der Meech Lake Accord noch der Charlottetown Accord konnten ratifiziert werden. Zahlreiche Mitglieder wandten sich enttäuscht ab und gründeten die Action démocratique du Québec, da die PLQ bei den Verhandlungen um die zweite gescheiterte Verfassungsreform ihre früheren Forderungen nach mehr Autonomie weitgehend aufgegeben hatte.
Zwar war die Partei ab 1994 wieder in der Opposition, doch sie setzte sich beim Québec-Referendum 1995 erfolgreich gegen die Unabhängigkeit der Provinz ein. Ab 2003 bildete die PLQ die Regierung und rückte unter Jean Charest, einem früheren Mitglied und Minister der föderalen Progressiv-konservativen Partei, nach rechts. 2012 wurde die PLQ in die Opposition verwiesen und Charest verlor seinen eigenen Sitz im Parlament. Als die Parti Québécois 2014 nach nur 19 Monaten im Amt vorgezogene Neuwahlen ausrief und diese verlor, konnten die Liberalen unter Philippe Couillard wieder die Mehrheit erringen.

## Wahlergebnisse
Ergebnisse bei den Wahlen zur Nationalversammlung:
| Wahl | Sitze total | Kandi- daten | Gew. Sitze | Stimmen | Anteil  |
| ---- | ----------- | ------------ | ---------- | ------- | ------- |
| 1867 | 65          | 40           | 12         | 26.842  | 35,46 % |
| 1871 | 65          | 38           | 19         | 23.760  | 39,43 % |
| 1875 | 65          | 46           | 19         | 33.763  | 38,59 % |
| 1878 | 65          | 59           | 31         | 65.285  | 47,49 % |
| 1881 | 65          | 46           | 15         | 38.020  | 38,97 % |
| 1886 | 65          | 49           | 33         | 58.389  | 39,54 % |
| 1890 | 73          | 68           | 43         | 70.345  | 44,54 % |
| 1892 | 73          | 62           | 21         | 76.280  | 43,65 % |
| 1897 | 74          | 78           | 51         | 120.300 | 53,28 % |
| 1900 | 74          | 77           | 67         | 54.957  | 53,15 % |
| 1904 | 74          | 87           | 67         | 62.889  | 55,43 % |
| 1908 | 74          | 76           | 57         | 131.068 | 53,53 % |
| 1912 | 81          | 83           | 63         | 155.958 | 53,54 % |
| 1916 | 81          | 85           | 75         | 126.266 | 60,57 % |
| 1919 | 81          | 99           | 74         | 67.292  | 51,91 % |
| 1923 | 85          | 92           | 64         | 149.730 | 51,52 % |
| 1927 | 85          | 85           | 74         | 188.687 | 59,33 % |
| 1931 | 90          | 90           | 79         | 268.732 | 54,88 % |
| 1935 | 89          | 89           | 47         | 251.127 | 46,53 % |
| 1936 | 90          | 89           | 14         | 224.374 | 39,41 % |
| 1939 | 86          | 87           | 70         | 304.456 | 54,05 % |

| Wahl | Sitze total | Kandi- daten | Gew. Sitze | Stimmen   | Anteil  |
| ---- | ----------- | ------------ | ---------- | --------- | ------- |
| 1944 | 91          | 91           | 37         | 523.316   | 39,35 % |
| 1948 | 92          | 93           | 8          | 547.478   | 36,17 % |
| 1952 | 92          | 92           | 23         | 768.539   | 45,77 % |
| 1956 | 93          | 93           | 20         | 828.264   | 44,87 % |
| 1960 | 95          | 95           | 51         | 1.077.135 | 51,38 % |
| 1962 | 95          | 97           | 63         | 1.205.253 | 56,40 % |
| 1966 | 108         | 108          | 50         | 1.099.435 | 47,29 % |
| 1970 | 108         | 108          | 72         | 1.304.341 | 45,40 % |
| 1973 | 110         | 110          | 102        | 1.623.734 | 54,65 % |
| 1976 | 110         | 110          | 26         | 1.135.056 | 33,78 % |
| 1981 | 122         | 122          | 42         | 1.658.753 | 46,07 % |
| 1985 | 122         | 122          | 99         | 1.910.307 | 55,99 % |
| 1989 | 125         | 125          | 92         | 1.702.808 | 49,95 % |
| 1994 | 125         | 125          | 47         | 1.737.698 | 44,40 % |
| 1998 | 125         | 125          | 48         | 1.771.858 | 43,55 % |
| 2003 | 125         | 125          | 76         | 1.755.863 | 45,99 % |
| 2007 | 125         | 125          | 48         | 1.313.664 | 33,08 % |
| 2008 | 125         | 125          | 66         | 1.366.046 | 42,08 % |
| 2012 | 125         | 125          | 50         | 1.360.968 | 31,20 % |
| 2014 | 125         | 125          | 70         | 1.757.075 | 41,52 % |
| 2018 | 125         | 125          | 31         | 1.001.037 | 24,82 % |
| 2022 | 125         | 125          | 21         | 591.077   | 14,37 % |

## Parteivorsitzende
| Name                                | Vorsitz   | Premier         |
| ----------------------------------- | --------- | --------------- |
| Henri-Gustave Joly de Lotbinière    | 1867–1883 | 1878–1879       |
| Honoré Mercier                      | 1883–1892 | 1887–1891       |
| Félix-Gabriel Marchand              | 1892–1900 | 1897–1900       |
| Simon-Napoléon Parent               | 1900–1905 | 1900–1905       |
| Lomer Gouin                         | 1905–1920 | 1905–1920       |
| Louis-Alexandre Taschereau          | 1920–1936 | 1920–1936       |
| Adélard Godbout                     | 1936–1948 | 1936, 1939–1944 |
| Georges-Émile Lapalme               | 1950–1958 |                 |
| Jean Lesage                         | 1958–1970 | 1960–1966       |
| Robert Bourassa                     | 1970–1976 | 1970–1976       |
| Gérard D. Lévesque (interimistisch) | 1976–1978 |                 |
| Claude Ryan                         | 1978–1982 |                 |
| Gérard D. Lévesque (interimistisch) | 1982–1983 |                 |
| Robert Bourassa                     | 1983–1994 | 1985–1994       |
| Daniel Johnson                      | 1994–1998 | 1994            |
| Jean Charest                        | 1998–2012 | 2003–2012       |
| Jean-Marc Fournier (interimistisch) | 2012–2013 |                 |
| Philippe Couillard                  | 2013–2018 | 2014–2018       |
| Pierre Arcand (interimistisch)      | 2018–2020 |                 |
| Dominique Anglade                   | 2020–2022 |                 |
| Marc Tanguay (interimistisch)       | seit 2022 |                 |